# 86丁目駅 (IRTレキシントン・アベニュー線)
86丁目駅（86ちょうめえき、英語: 86th Street）はニューヨーク市地下鉄IRTレキシントン・アベニュー線の駅である。マンハッタン区アッパー・イースト・サイドの東86丁目とレキシントン・アベニューの交差点に位置し、4系統と6系統が終日、5系統が深夜を除く終日、<6>系統が平日20時45分までのラッシュ時混雑方向のみ停車する。

## 歴史
駅はレキシントン・アベニュー線が33丁目駅から125丁目駅まで延伸開業した1918年7月17日に開業した。
駅は開業以来3回改装工事を行っている。最初の改装は1970年代初頭のギンベルズデパートのオープンに伴って行われた。この改装工事では主に改札階が改装された。2回目の改装は1986年までに既存のニューヨーク市地下鉄駅が長年の保守点検の遅延による老朽化の進行を食い止めるために行われた。この改装工事では、ホーム端に従来の黄色の線に加えて標準のオレンジ色の線が追加されたほか、ホーム上の柱が元々の青色から赤色に塗り替えられたり、その他駅構内のあらゆる場所が改装された。3回目の改装は2004年秋に終了した。この改装工事では柱が赤色から再度青色に塗装され、上層緩行線ホームの列車到着案内装置を撤去し下層急行線ホームへの急行列車接近案内を追加することとなった。後者は緩行線・急行線ホーム共に次列車案内電光掲示板が次列車の到着までの時間をカウントダウンする形のニューヨーク市地下鉄標準の物に置き換えられ、緩行線ホームの物は各駅停車のほか同方向へ向かう急行の案内も出すようになった。

## 駅構造
| G                | 地上階                         | 出入口 |
| B1 緩行線 ホーム | 東改札口                       | 北行ホーム出入口 |
| B1 緩行線 ホーム | 相対式ホーム、右側の扉が開く。 | |
| B1 緩行線 ホーム | 北行緩行線                     | ← 深夜帯：ウッドローン駅行き（96丁目駅） ← 平日午後：パークチェスター駅行き（96丁目駅） ← 平日午後以外：ペラム・ベイ・パーク駅行き（96丁目駅） ← 平日午後：ペラム・ベイ・パーク駅行き（96丁目駅）   |
| B1 緩行線 ホーム | 南行緩行線                     | → 深夜帯：ニューロッツ・アベニュー駅行き（77丁目駅）→ ブルックリン・ブリッジ-シティ・ホール駅行き（77丁目駅）→                                                                                      |
| B1 緩行線 ホーム | 相対式ホーム、右側の扉が開く。 | |
| B1 緩行線 ホーム | 西改札口                       | 南行ホーム出入口 |
| B2 急行線 ホーム | 相対式ホーム、右側の扉が開く。 | 相対式ホーム、右側の扉が開く。 |
| B2 急行線 ホーム | 北行急行線                     | ← 深夜帯以外：ウッドローン駅行き（125丁目駅） ← イーストチェスター-ダイアー・アベニュー駅行き、ネレイド・アベニュー駅行き（125丁目駅）                                                              |
| B2 急行線 ホーム | 南行急行線                     | → 深夜帯以外：クラウン・ハイツ-ユーティカ・アベニュー駅行き（59丁目駅）→ 平日：フラットブッシュ・アベニュー-ブルックリン・カレッジ駅行き（59丁目駅）→ 休日：ボウリング・グリーン駅行き（59丁目駅）→ |
| B2 急行線 ホーム | 相対式ホーム、右側の扉が開く。 | |

駅は相対式ホーム4面と緩行線2線・急行線2線を有した4面4線の地下駅で、上層階を緩行線、下層階を急行線が通過している。なお、深夜帯は急行列車の運転が無いため下層階は閉鎖されている。緩急ホーム間は南北ホーム3つずつ階段が接続している。南北ホーム間は改札内で行き来することができず、ニューヨーク市地下鉄内で南北ホーム間を改札内で行き来できない急行停車駅3駅の内の1駅（もう2駅はINDフルトン・ストリート線ノストランド・アベニュー駅とINDカルバー線バーゲン・ストリート駅）である。
2016年、東86丁目とレキシントン・アベニューの交差点北東から北行緩行線ホームまでのエレベーターを設置することが発表された。これは147 東86丁目の高級タワー住宅の建設の一部として進められている。
駅には2004年にピーター・シスにより製作されたアートワーク『Happy City』が飾られている。これは様々な動物や物体に囲まれた巨大な目の形をした4つの異なるガラスとエッチングされた石を使用したモザイク壁画から構成されており、急行線ホームへ降りる4つの階段に設置されている。
駅は2005年3月30日にアメリカ合衆国国家歴史登録財に指定されている。

### 出入口
改札口は南北緩行線ホーム中央にそれぞれ独立して存在している。南行ホーム側の改札口には回転式改札機ときっぷ売り場、地上への階段4つがある。北行ホーム側の改札口は無人で、回転式改札機と地上への階段3つがある。
| 場所                                           | 種類 | 数  | 接続ホーム |
| ---------------------------------------------- | ---- | --- | ---------- |
| 東86丁目とレキシントン・アベニューの交差点北西 | 階段 | 2つ | 南行ホーム |
| 東86丁目とレキシントン・アベニューの交差点南西 | 階段 | 2つ | 南行ホーム |
| 東86丁目とレキシントン・アベニューの交差点北東 | 階段 | 1つ | 北行ホーム |
| 東86丁目とレキシントン・アベニューの交差点南東 | 階段 | 2つ | 北行ホーム |

## 駅周辺
- セント・イグナティオス・ロヨラ教会[15]
- クーパー・ヒューイット国立デザイン博物館[15]
- メトロポリタン美術館[15]
- ナショナル・アカデミー・オブ・デザイン[15]
- ニューヨーク ノイエ美術館[15]
- レジス高等学校[15]
- ソロモン・R・グッゲンハイム美術館[15]